# Debut Records
Debut Records was een Amerikaans platenlabel uit de jaren vijftig, dat jazz uitbracht. Het werd in 1952 opgericht door bassist en bandleider Charles Mingus, zijn toenmalige vrouw Celia (wier moeder het meeste geld ophoestte) en drummer Max Roach.  
Het label werd in het leven geroepen om de beperkingen van het werken voor grote platenmaatschappijen te omzeilen en werk van nieuwe musici uit te brengen. Het label bestond tot 1957 en bracht slechts een beperkt aantal albums uit, maar wel verschillende belangrijke platen, zoals de debuutalbums van pianist Paul Bley en de trompettisten Kenny Dorham en Thad Jones. Ook was saxofonist Hank Mobley op een Debut-plaat voor het eerst te horen, als sideman van Dorham. Teo Macero maakte voor Debut zijn eerste album als bandleider. Op het label verscheen tevens "Jazz at Massey Hall", een live-plaat met Dizzy Gillespie, Charlie Parker, Bud Powell, Mingus en Roach: het was de laatste plaat waarop Parker en Gillespie samenspeelden.
In 1957 leaste de Deen Ole Vestergaard Jensen de catalogus van het label, waarna hij de Amerikaanse opnamen (inclusief van Mingus' andere label Jazz Workshop) opnieuw uitbracht en nieuwe albums uitbracht van in Denemarken wonende of hier bezoekende musici. 
In de jaren 1952-1957 verschenen op Debut platen van onder meer Miles Davis, Oscar Pettiford, Jimmy Knepper, Sam Most, Hazell Scott en Alonzo Levister. In de 'Deense periode' tot 1969 kwam er werk uit van onder meer Eric Dolphy ("In Europe", 1962), Cecil Taylor, Albert Ayler, Sahib Shihab en Don Byas. 
In 1992 bracht Fantasy Records een 12 cd-box uit met Debut-opnames waarop Mingus meespeelt.